# Istorija Centralne Amerike
Bogato obdarena prirodnim bogastvima, Centralna Amerika je imala burnu istoriju, s građanskim ratovima, revolucijama i strašnim zastojima. Ovo područje bilo je postojbina velike civilizacije Maja. U 16. veku stigli su Španci te naselili Meksiko i ostale zemlje na jugoistoku. Kao španska kolonija, ovo područje zvalo se Generalna kapetanija Gvatemalije, a glavni grad bio je Siudad de Gvatemala. Mala grupa bogatih španskih trgovaca rođenih u Centralnoj Americi dominirala je unosnom trgovinom indigo boje, a ujedno i političkim životom ove kolonije. Ovim područjem vladao je generalni kapetan Gvatemale. Nakon sticanja nezavisnosti 1820. godine, ova je regija podeljena na zasebne zemlje kojima je vladalo nekoliko bogatih porodica. Tokom 20. veka u politiku Centralne Amerike nekoliko puta intervenisao je SAD, pružajući pomoć i oružje.

## Maje
Civilizacija Maja bila je na svom vrhuncu u šumovitom tropskom nizinskom području Gvatemale od 250. do 900. godine. Tu je narod Maja gradio gradove sa stepeničastim piramidama. Oko 900. godine Tolteci sa severa pokorili su narod Maja. Oko 1200. Maje su se oporavile, ali su ponovo nazadovali u vreme španske okupacije.

## Španska kolonijalna era
Centralna Amerika se sastoji od sedam nezavisnih država: Belize, Kostarika, Salvador, Gvatemala, Honduras, Nikaragva, i Panama. Nakon španskog osvajanja iz 16. veka, većina stanovnika Centralne Amerike imala je sličnu istoriju. Izuzetak je bila Zapadna Karipska zona, koja je obuhvatala karipsku obalu i polunezavisne autohtone zajednice, odbegle zajednice robova i doseljenika, posebno britanskih doseljenika koji su na kraju formirali Britanski Honduras (današnju državu Belize). Ovo retko naseljeno područje su naseljavali Britanci po osnovu Madridskog ugovora sa Španijom. Kako Španija nije stekla kontrolu nad Britanskim Hondurasom, Britanci su nastavili da nastanjuju ovaj region i vremenom su ga kolonizovali. Kad je Gvatemala stekla nezavisnost, oni su preuzali Britanski Honduras od Španije. Britanski Honduras je bio Britanska neseobina, a ne kolonija (ugovor između Španije i Ujedinjenog Kraljevstva je zabranjivao Britanske kolonije na toj teritoriji) tokom niza godina. Nakon mnogo godina kontroverzi, potpisan je ugovor između Gvatemale i Ujedinjenog Kraljevstva kojim je tadašnji gvatemalski predsednik priznao originalnu teritoriju Beliza (koja je dodeljena od strane kraljevine Španije britanskoj kruni). U okviru ovog ugovora, bio je i sporazum da se izgradi drumski put od grada Gvatemala preko Britanskog Hondurasa do Karipskog mora. Pošto put nikada nije građen, Gvatemala je proglasila ugovor ništavim. Britanski Honduras, kako su ga Britanci nazvali, ili Belize u španskom i gvatemalskom žargonu, stekao je nezavisnost od Velike Britanije 1981. godine i usvojeno je ime Belize. Gvatemala još uvek osporava teritoriju Beliza.
Od 16. veka do 1821, u Centralnoj Americi je formana Generalna kapetanija Gvatemalije, koja se ponekad naziva i kraljevstvom Gvatemale. Ona se sastojala od delova država Čijapas (sada deo Meksika), Gvatemala, Salvador, Honduras, Nikaragva, i Kostarika. Zvanično, Kapetanija je bila vicekraljevstvo Nove Španije i stoga pod nadzorom španskog vicekralja u Meksiko Sitiju. U stvarnosti, međutim, njome nije upravljao vicekralj, niti njegovi zamenici, već jedan nezavisno postavljeni generalni kapetan, čije je sedište prvo bilo u Antigvi, a kasnije u Gvatemala Sitiju.

## Nezavisnost
Sledeći primer Meksika, godine 1821. Centralna Amerika proglasila je nezavisnost. Predlagala se federacija novih država, međutim političari se nisu mogli složiti kakav bi oblik trebala da poprimi. Nesuglasice su dovele 1838. do rata i raspada ove zemlje na pet samoupravnih republika.

### Kafa
Tokom 1850-ih u svetu je vladala velika potražnja za kafom. Bogati zemljoposednici počeli su da uzgajaju velike količine kafe proterujući lokalno stanovništvo s njihove zemlje. Izvoz kafe omogućio je Kostarici i Salvadoru da krajem 19. veka postignu određenu stabilnost, ali promenjiva cena kafe kasnije je dovela do problema.

### Panamski kanal
Uz vojnu podržku SAD, Panama se odvojila od Kolumbije 1903. godine. Građevinari iz SAD izgradili su veliki kanal koji povezuje Atlantski i Tihi okean. Panamski kanal, koji prolazi južnim delom zemlje, otvoren je 1914. Nakon toga panamska privreda gotovo potpuno zavisi od SAD.

## Savremena Centralna Amerika
Goleme razlike između bogatih i siromašnih, uz snažan ekonomski, politički i kulturni uticaj SAD, učinile su Centralnu Ameriku 20. veka nemirnim područjem. Mnogi vladari su bili diktatori i vlade su se brzo menjale pa su postojali vrlo slabi izgledi za političku stabilnost. Bilo je mnogo revolucija koje su često bile ugušivane uz mnogobrojne žrtve.

### Porodica Somoza
Anastasio Somoza i njegovi sinovi vladali su Nikaragvom od 1937. do 1979. Privreda je pod njihovom vladavinom je napredovala, ali je bila veoma raširena korupcija. Godine 1979. pobuna pod vođstvom sandinista (levičarska grupa, koja je ime dobila po bivšem socijalističkom vođi Augustu Sandinu) svrgnula je Somoze sa vlasti.

### Porodica Ortega
Socijalistički političar Daniel Ortega (rođen 1945) postao je poglavar Nikaragve 1981. godine i pobedio na slobodnim izborima 1984. Njemu nije uspelo da oslobodi svoju zemlju od sukoba između desničarskih političara sa potporom SAD i svojih levičarskih saveznika.

## Intervencija SAD
Tokom 20. veka Sjedinjene Države su bile direktno uključene u srednjoameričke sukobe. Godine 1909. SAD su podupirale desničarsku revoluciju u Nikaragvi, i ta je zemlja bila pod okupacijom mornarice SAD do 1933, kad ih je nakon gerilskog rata na povlačenje prisilio Augusto Sandino (1895- 1934). Kasnije su Sjedinjene Države intervenisale da bi ugušile levičarske revolucije i sprečile širenje komunizma tokom Hladnog rata. U novije vreme SAD su podupirale pobunjenike (desničarsku gerilu) u Nikaragvi, a 1989. godine izvršena je invazija na Panamu radi svrgavanja korumpiranog vladara, generala Manuela Noriege.

### Oskar Romero
Nadbiskup Oskar Romero (1917—1980) bio je na čelu katoličke crkve u Salvadoru. Citirajući Bibliju počeo je da traži bolje životne uslove za siromašne. Tokom 1970-ih mnogi katolici su počeli da se uključuju u socijalne aktivnosti. To je uznemiravalo vladu koja je zaposlila plaćenike da ubijaju sveštenike. Kada se Romero sve gorljivije počeo da se zauzima za obespravljene i da javno proziva vladine eskadrone smrti za nasilje nad nevinim seljacima, kampesinosima, i sam je ubijen.

## Literatura
- Hoopes, John W. and Oscar Fonseca Z. (2003). Goldwork and Chibchan Identity:Endogenous Change and Diffuse Unity in the Isthmo-Colombian Area (PDF). Washington, DC: Dumbarton Oaks. ISBN 978-0-82631-000-2. Архивирано из оригинала (Online text reproduction) 25. 2. 2009. г.
- Hall, Carolyn, Historical atlas of Central America. Norman, Okla. : University of Oklahoma Press, c2003.
- Pérez Brignoli, Héctor. A brief history of Central America. Berkeley: University of California Press, c1989.
- Woodward, Ralph Lee. Central America, a nation divided, 3rd edition. New York: Oxford University Press, 1999.
- Brown, Richmond F. Juan Fermín de Aycinena, Central American Colonial Entrepreneur, 1729-1796. Norman: University of Oklahoma Press 1997.
- Dym, Jordana and Christophe Belaubre, eds. Politics, Economy, and Society in Bourbon Central America. Norman: University of Oklahoma Press 2007.
- Gerhard, Peter. The Southeast Frontier of New Spain. Princeton: Princeton University Press 1979.
- Jones, Grant D., The conquest of the last Maya kingdom. Stanford, Calif.: Stanford University Press, 1998.
- Jones, Grant D., Maya resistance to Spanish rule: time and history on a colonial frontier. Albuquerque: University of New Mexico Press, c1989.
- Kinkead, D.T., ed. Urbanization in Colonial Central America. Seville 1985.
- Lanning, John Tate, The Eighteenth-Century Enlightenment in the University of San Carlos de Guatemala. Ithaca: Cornell University Press 2001.
- MacLeod, Murdo J., Spanish Central America: A Socioeconomic History, 1520-1720. Berkeley and Los Angeles: University of California Press 1973.
- Patch, Robert W. Indians and the Political Economy of Colonial Central America, 1670-1810. Norman: University of Oklahoma Press 2013.
- Sherman, William. Forced Native Labor in Sixteenth Century Central America. Lincoln: University of Nebraska Press 1979.
- Wortman, Miles. Government and Society in Colonial Central America. New York 1982.
- Booth, John A., Christine J. Wade, and Thomas Walker, eds. Understanding Central America: Global Forces, Rebellion, and Change (Westview Press, 2014)
- Bulmer-Thomas, Victor. Political Economy of Central America Since 1920. New York: Cambridge University Press 1987.
- Coatsworth, John H (1994). Central America and the United States: the clients and the `colossus. Twayne Pub.
- LaFeber, Walter. Inevitable Revolutions: The United States in Central America . New York, Norton & Company.
- LeoGrande, William M (1998). Our Own Backyard: The United States in Central America, 1977-1992. University of North Carolina Press. Online edition Архивирано на веб-сајту  (14. фебруар 2019)
- Alvarado, Pedro de (2007) [1524]. „Pedro de Alvarado's letters to Hernando Cortés, 1524”.  Ур.: Matthew Restall; Florine Asselbergs. Invading Guatemala: Spanish, Nahua, and Maya Accounts of the Conquest Wars. University Park, Pennsylvania: Pennsylvania State University Press. стр. 23–47. ISBN 978-0-271-02758-6. OCLC 165478850.
- Batres, Carlos A. (2009). „Tracing the "Enigmatic" Late Postclassic Nahua-Pipil (A.D. 1200–1500): Archaeological Study of Guatemalan South Pacific Coast”. Theses. Carbondale, Illinois: Southern Illinois University Carbondale. Приступљено 2011-10-02.
- Carmack, Robert M. (2001a). Kikʼaslemaal le Kʼicheʼaabʼ: Historia Social de los Kʼicheʼs (на језику: шпански). Guatemala City, Guatemala: Cholsamaj. ISBN 978-99922-56-19-0. OCLC 47220876.
- Carmack, Robert M. (2001b). Kikʼulmatajem le Kʼicheʼaabʼ: Evolución del Reino Kʼicheʼ (на језику: шпански). Guatemala City, Guatemala: Cholsamaj. ISBN 978-99922-56-22-0. OCLC 253481949.
- Caso Barrera, Laura; Mario Aliphat (2007).  J.P. Laporte; B. Arroyo; H. Mejía, ур. „Relaciones de Verapaz y las Tierras Bajas Mayas Centrales en el siglo XVII” (PDF). XX Simposio de Investigaciones Arqueológicas en Guatemala, 2006 (на језику: шпански). Guatemala City, Guatemala: Museo Nacional de Arqueología y Etnología: 48—58. Архивирано из оригинала (PDF) 2013-10-17. г. Приступљено 2012-01-22.
- Chamberlain, Robert Stoner (1966) [1953]. The Conquest and Colonization of Honduras: 1502–1550. New York: Octagon Books. OCLC 640057454.
- Chase, Arlen F. (април 1976). „Topoxte and Tayasal: Ethnohistory in Archaeology” (PDF). American Antiquity. Washington, D.C.: Society for American Archaeology. 41 (2): 154—167. ISSN 0002-7316. JSTOR 279166. OCLC 482285289. doi:10.2307/279166. Архивирано из оригинала (PDF) 2013-11-01. г. Приступљено 2012-12-02.
- Coe, Michael D. (1999). The Maya. Ancient peoples and places series (6th изд.). London and New York: Thames & Hudson. ISBN 978-0-500-28066-9. OCLC 59432778.
- Coe, Michael D.; Rex Koontz (2002). Mexico: from the Olmecs to the Aztecs (5th изд.). London and New York: Thames & Hudson. ISBN 978-0-500-28346-2. OCLC 50131575.
- Cornejo Sam, Mariano. Qʼantel (Cantel): Patrimonio cultural-histórico del pueblo de Nuestra Señora de la Asunción Cantel: Tzionʼelil echbaʼl kech aj kntelab "Tierra de Viento y Neblina" (на језику: шпански). Quetzaltenango, Guatemala.
- Cortés, Hernán (2005) [1844].  Manuel Alcalá, ур. Cartas de Relación (на језику: шпански). Mexico City, Mexico: Editorial Porrúa. ISBN 978-970-07-5830-5. OCLC 229414632.
- Dary Fuentes, Claudia (2008). Ethnic Identity, Community Organization and Social Experience in Eastern Guatemala: The Case of Santa María Xalapán (на језику: шпански). Albany, New York. ISBN 978-0-549-74811-3. OCLC 352928170 — преко ProQuest.
- de Las Casas, Bartolomé (1992) [1552].  Nigel Griffin, ур. A Short Account of the Destruction of the Indies. London and New York: Penguin Books. ISBN 978-0-14-044562-6. OCLC 26198156.
- de Las Casas, Bartolomé (1997) [1552].  Olga Camps, ур. Brevísima Relación de la Destrucción de las Indias (на језику: шпански). Mexico City, Mexico: Distribuciones Fontamara, S.A. ISBN 978-968-476-013-4. OCLC 32265767.
- de León Soto, Miguel Ángel (2010). La Notable Historia de Tzalcahá, Quetzaltenango, y del Occidente de Guatemala (на језику: шпански). Guatemala City, Guatemala: Centro Editorial Vile. OCLC 728291450.

## Spoljašnje veze
- Karte departmana (1: 250,000
- del Águila Flores, Patricia (2007). „Zaculeu: Ciudad Postclásica en las Tierras Altas Mayas de Guatemala” (PDF) (на језику: шпански). Guatemala City, Guatemala: Ministerio de Cultura y Deportes. OCLC 277021068. Архивирано из оригинала (PDF) 2011-07-21. г. Приступљено 2011-08-06.
- Castro Ramos, Xochitl Anaité (2003). „El Santo Ángel. Estudio antropológico sobre una santa popular guatemalteca: aldea El Trapiche, municipio de El Adelanto, departamento de Jutiapa” (PDF) (на језику: шпански). Guatemala City, Guatemala: Escuela de Historia, Área de Antropología, Universidad de San Carlos de Guatemala. Архивирано из оригинала (PDF) 27. 10. 2012. г. Приступљено 2012-01-25.
- Calderón Cruz, Silvia Josefina (1994). „Historia y Evolución del Curato de San Pedro Sacatepéquez San Marcos, desde su origen hasta 1848” (PDF) (на језику: шпански). Guatemala City, Guatemala: Universidad Francisco Marroquín, Facultad de Humanidades, Departamento de Historia. Архивирано из оригинала (PDF) 30. 08. 2021. г. Приступљено 2012-09-28.